# Veselí Filištínové
Veselí Filištínové (1985–1992) byla česká industrial metalová kapela.

## Historie
Skupina vznikla v roce 1985 jako trio – kytara, baskytara, bicí. Postupem času si vyvinula osobitý zvuk, jiný než většina toho, co se v té době hrálo, zvuk plný temnoty a deprese. Kromě hudebních nástrojů používali nejrůznější železné haraburdí, občas i přednatočené nahrávky.
Poprvé veřejně hráli v září 1985, naposledy v roce 1992. Skupina ale neodehrála mnoho koncertů.

## Diskografie
- Šithauz – 1987 (Cassette, C90)[5][6]
- Šithauz Komplet 1985–1992 – 2011 (3x CD)[7]

## Původní složení kapely
- Antonín Hlávka – bicí, baskytara
- Jaroslav Palát – perkuse, bicí
- Michał Brabec –
- Mojmír Pukl – trumpeta
- Petr Trpák – saxofon
- Kateřina Sidonová – vokály